# Sternenviertel

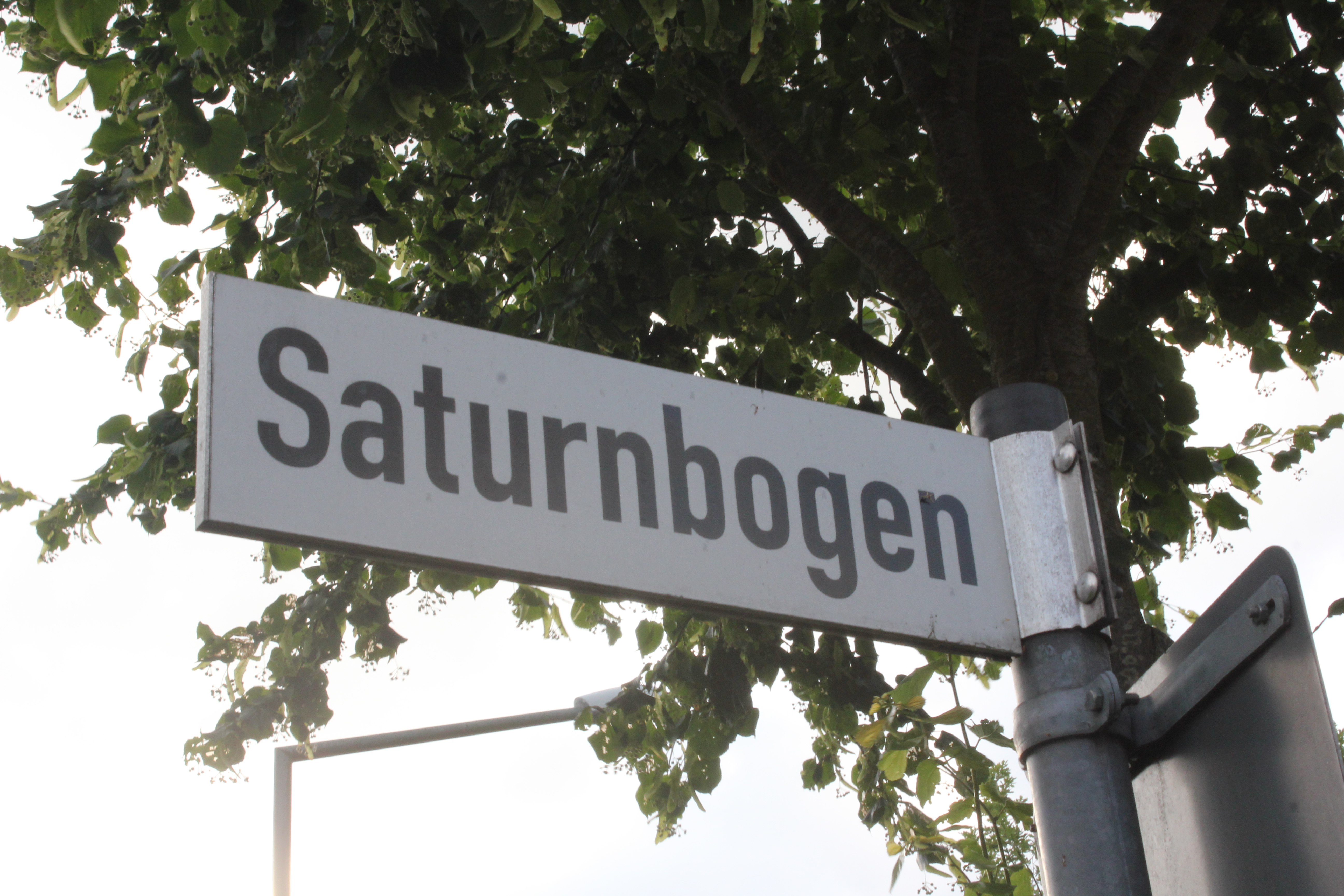
Straßenschild des Saturnbogens bei Trögelsby (2014)

Das Sternenviertel in Flensburg-Engelsby ist ein Stadtgebiet, das 1910 mit Twedt zusammen eingemeindet wurde und erst ab den 1970er Jahren bebaut wurde.
Ein Großteil der Straßen im Viertel wurden nach Planeten des Sonnensystems benannt.

## Hintergrund
Die Merkurstraße war möglicherweise in Teilen schon in den 1960er Jahren angelegt worden. In den 1970er Jahren plante die Stadt Flensburg schließlich östlich von Engelsby am Rand vom Vogelsang, beim Ort Twedt, auf ehemals landwirtschaftlich genutzten Flächen, ein neues Wohnviertel das den Namen Sternenviertel erhalten sollte. Am 24. Mai 1973 erhielten die Straßen im neu angelegten nördlichen Sternenviertel (Lage) offiziell ihren Namen, also die Orionstraße, der Marsweg, der Jupiterweg sowie der Uranusweg. Es folgte am 5. Juli 1979 die offizielle Benennung der Straßen des südlichen Sternenviertels (Lage), also des Venusbogen, des Siriusbogens und des Saturnbogens. Die ersten Häuser des nördlichen Sternenviertesl entstanden also somit offenbar Anfang der 1970er Jahre und die des südlichen Sternenviertels Ende der 1970er Jahre. Ein Großteil der Häuser des Wohnviertels entstanden aber offensichtlich erst in den 1980er Jahren. Im Gegensatz zum westlich im Stadtteil Engelsby gelegenen Musikerviertel, wurden im Sternenviertel, dem östlichen Bereich des Stadtteils, hauptsächlich Einfamilienhäuser gebaut.
Die Straßen des Viertels wurden also fast durchgehend nach Planeten benannt. Die reale unmittelbare Nachbarschaft der Planeten im Weltall wurde bei der Anordnung der Straßen nicht beachtet. Der Pluto wie auch der Neptun erhielten jedoch keine Straßen. Der Straßenname „Neptunbogen“ war vermutlich angedacht worden, wurde aber letztlich nicht vergeben. Weshalb er nicht vergeben wurde, ist unklar. Auf dem Nordermarkt, in der Flensburger Innenstadt befindet sich ein Neptunbrunnen und unweit von ihm ein Hinterhof namens „Neptunhof“ (Vgl. Kaufmannshaus Hansen). Der Name „Neptunbogen“ findet sich hin und wieder in Straßenverzeichnissen der Stadt, ohne dass eine genaue Position im Stadtteil Engelsby bestimmt wird.
Im Sternenviertel, das ein positives Image gewann, siedelten sich viele Familien mit Kindern an. Beim Sternenviertel wurden nach und nach mehrere Spielplätze angelegt. Im nördlichen Sternenviertel existiert am östlichen Rand des Viertels ein einzelner Spielplatz (Lage). Im südlichen Sternenviertel existieren weitere Spielplätze, der Spielplatz Venusbogen (Lage), der Spielplatz Siriusbogen (Lage) sowie ein Spielplatz am Saturnborgen (Lage). Der Holländerhof, eine Einrichtung des Diakonie-Hilfswerks Schleswig-Holstein, welcher in Flensburg Werk- und Wohnstätten für Menschen mit Behinderung betreibt, baute und eröffnete des Weiteren 1998 in der Merkurstraße 53 die „Wohnstätte im Sternenviertel“ für 32 Bewohner (Lage). Anfang der 2000er-Jahre verlagerten sich die Bautätigkeiten weiter ins benachbarte, nordöstlich, an der Nordstraße gelegene, Kauslund. Ende 2011 beschloss die Stadt Flensburg zwischen dem Neubaugebiet Kauslund-Osterfeld und dem nordöstlichen Sternenviertel noch einmal dreißig neue Einfamilienhäuser, auf einer ehemaligen landwirtschaftlichen Fläche und Grünfläche, bauen zu lassen. Naturnahe Grünflächen blieben bis heute erhalten und dienen als Verbindung zwischen dem Sternenviertel und dem Gebiet Blocksberg. Die Nahversorgung des Viertels erfolgt durch einen Supermarkt im Trögelsbyer Weg 79 (Lage) sowie dem Schottweg-Zentrum im benachbarten Mürwiker Stadtbezirk Wasserloos. Über den Öffentlichen Nahverkehr ist das Sternenviertel heute mittels der Buslinien 10 und 11 erreichbar, die aus Richtung Flensburg-Weiche, über die Flensburger Innenstadt kommend, zum Twedter Plack in Flensburg-Mürwik weiterfahren.